# Équipe d'Espagne masculine de basket-ball en fauteuil roulant
Maillots
Actualités
L’équipe d'Espagne de handibasket est la sélection qui représente l'Espagne depuis 1960 dans les compétitions majeures de basket-ball en fauteuil roulant.

## Palmarès

### Parcours paralympique

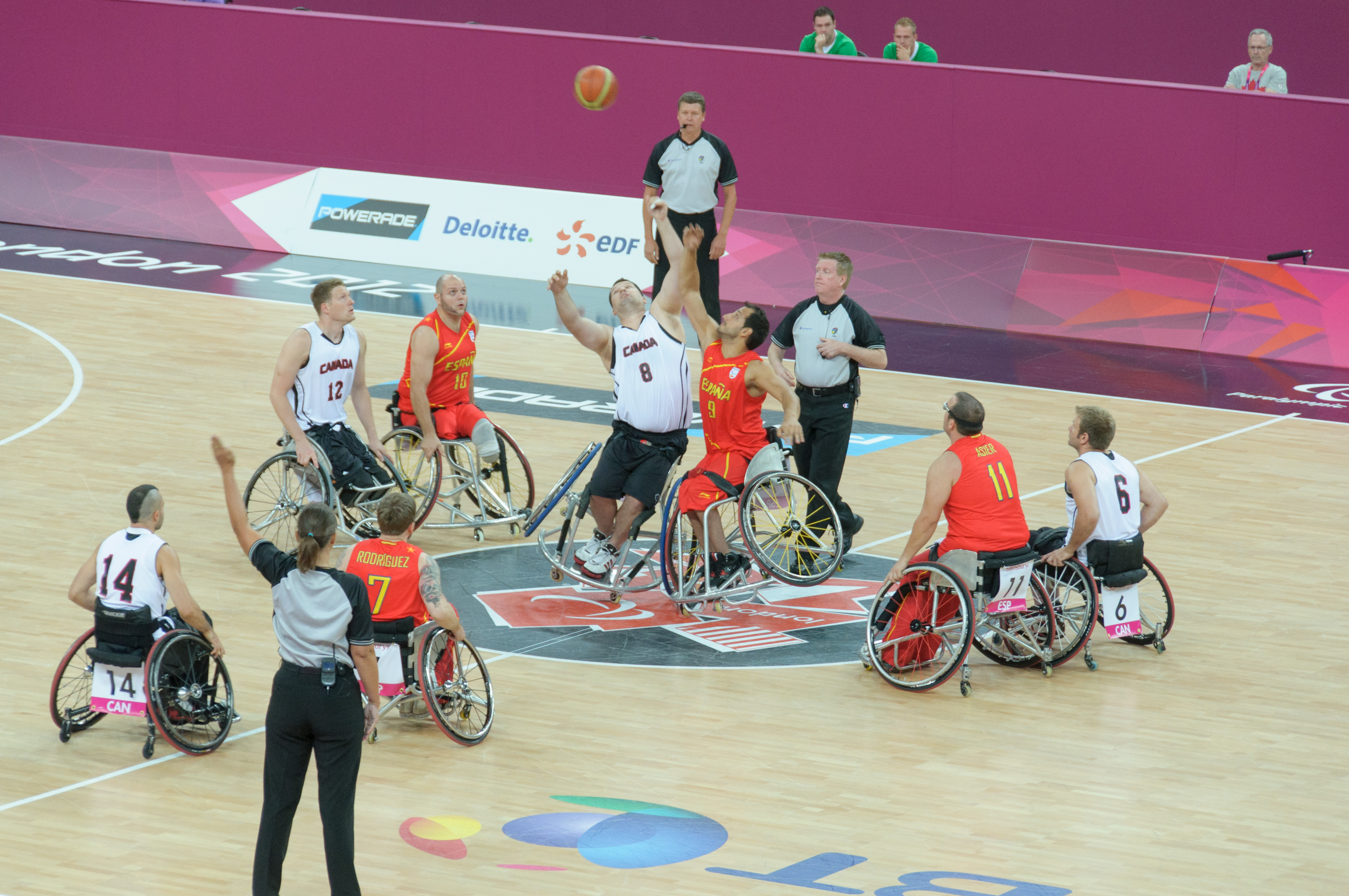
Rencontre contre le Canada aux Jeux paralympiques d'été de 2012.

L'équipe d'Espagne a participé à trois éditions des Jeux paralympiques, sans jamais atteindre les demi-finales, avant 2020.
- 1992 : 6e
- 1996 : 5e
- 2000 : Non qualifiée
- 2004 : Non qualifiée
- 2008 : Non qualifiée
- 2012 : 5e
- 2016 :  Médaillée d'argent
- 2020 : 4e
- 2024 : 7e place à  Paris

### Palmarès aux Championnats du Monde
L'équipe d'Espagne a participé à deux éditions, en 1994 et 1998.
- 1994 : 7e
- 1998 : 6e
- 2002 : Non qualifiée
- 2006 : Non qualifiée
- 2010 : Non qualifiée
- 2014 : 4e place à  Incheon[3]
- 2018 : 5e place à  Hambourg

### Palmarès européen
- 1995 :  Médaillée d'argent aux Championnats d'Europe à  Paris
- 2000 :  Médaillée d'or aux Championnats d'Europe (division B) à  Valladolid
- 2011 :  Médaillée de bronze aux Championnats d'Europe à  Nazareth
- 2013 :  Médaillée de bronze aux Championnats d'Europe à  Francfort-sur-le-Main
- 2015 : 5e place aux Championnats d'Europe à  Worcester
- 2017 : 5e place aux Championnats d'Europe à  Adeje
- 2019 :  Médaillée d'argent aux Championnats d'Europe à  Wałbrzych
- 2021 : 7e place aux Championnats d'Europe à  Madrid
- 2023 :  Médaillée d'argent aux Championnats d'Europe à  Rotterdam

## Joueurs célèbres ou marquants
- Asier García
- Roberto Mena Pérez
- David Mouriz
- Jordi Ruiz
- Alejandro Zarzuela
- Pablo Zarzuela